# Alan Hansen
Alan David Hansen (Alloa, 13 giugno 1955) è un ex calciatore e giornalista scozzese, di ruolo difensore.

## Carriera

Hansen (al centro) ai Reds nel 1984 mentre festeggia, tra i connazionali Nicol, Dalglish, Gillespie e Souness, la vittoria in Coppa dei Campioni.

Nato in un villaggio della Scozia centrale nella regione del Clackmannanshire, il giovane Hansen, una volta diplomato, rinunciò all'opportunità di frequentare l'Università di Aberdeen per seguire il fratello John al Partick Thistle, squadra nella quale quest'ultimo giocò un centinaio di incontri tra il 1973 e il 1977. Alan Hansen si mise subito in luce come difensore e centrocampista arretrato molto promettente.
Nel 1977 fu acquistato dal Liverpool per 110.000 sterline. Fu uno dei punti fermi del Liverpool che dominò in Europa tra la fine degli anni settanta e i primi anni ottanta. Il club aveva appena vinto campionato e Coppa dei Campioni e cercava di confermarsi a livello sia nazionale che internazionale. Nonostante le sue scarse presenze in campionato, Hansen fu tuttavia negli undici di partenza che rivinsero la Coppa dei Campioni del 1978 contro i belgi del Club Bruges a Wembley.
Da quel momento fu titolare in pianta stabile nel Liverpool e arrivò anche la prima delle 26 convocazioni nella nazionale scozzese.
Alan Hansen divenne capitano del Liverpool nel 1985 dopo il ritiro dell'allenatore Joe Fagan a seguito della tragica finale di Coppa dei Campioni dell'Heysel contro la Juventus e a seguito dell'incarico conferito al suo amico e compagno di nazionale Kenny Dalglish di giocatore-allenatore. Nonostante le 26 presenze nella selezione scozzese, il cammino di Hansen in Nazionale fu sempre accidentato, perché era chiuso dalla coppia difensiva dell'Aberdeen Miller-McLeish. L'avvento di Alex Ferguson sulla panchina scozzese non aiutò, visto che il tecnico scartò Hansen in occasione dei campionati del mondo in Messico 1986.
A dispetto di un persistente problema al ginocchio, Hansen fu attivo fino al 1991, e costituì anche in età matura un punto fermo della squadra. Ancora oggi Alan Hansen è considerato uno dei migliori centrali difensivi del calcio britannico e un esempio di longevità sportiva e professionalità.

## Dopo il ritiro
Dopo avere lasciato il calcio giocato, Alan Hansen intraprese la carriera giornalistica e lavorò per testate come Sky Channel e BBC. Voci non confermate dicono che nel 1994 gli fu anche offerta la panchina del Liverpool dopo che un altro suo amico e compagno di nazionale, lo scozzese Graeme Souness, si dimise, ma lui preferì continuare il suo lavoro da commentatore sportivo. Come commentatore dei campionati del mondo 2006 in Germania, è stato uno dei più feroci critici del tecnico della nazionale inglese Sven Göran Eriksson. Attualmente lavora come articolista per il Daily Telegraph e per il sito web della BBC, oltre ad apparire settimanalmente, in qualità di opinionista, nel programma televisivo di BBC One, Match Of The Day, trasmissione durante la quale vengono mostrate le sintesi della giornata di Premier League.

## Statistiche

### Cronologia presenze e reti in nazionale
| Cronologia completa delle presenze e delle reti in nazionale ― Scozia | Cronologia completa delle presenze e delle reti in nazionale ― Scozia | Cronologia completa delle presenze e delle reti in nazionale ― Scozia | Cronologia completa delle presenze e delle reti in nazionale ― Scozia | Cronologia completa delle presenze e delle reti in nazionale ― Scozia | Cronologia completa delle presenze e delle reti in nazionale ― Scozia | Cronologia completa delle presenze e delle reti in nazionale ― Scozia | Cronologia completa delle presenze e delle reti in nazionale ― Scozia |
| Data                                                                  | Città                                                                 | In casa                                                               | Risultato                                                             | Ospiti                                                                | Competizione                                                          | Reti                                                                  | Note                                                                  |
| --------------------------------------------------------------------- | --------------------------------------------------------------------- | --------------------------------------------------------------------- | --------------------------------------------------------------------- | --------------------------------------------------------------------- | --------------------------------------------------------------------- | --------------------------------------------------------------------- | --------------------------------------------------------------------- |
| 19-5-1979                                                             | Cardiff                                                               | Galles                                                                | 3 – 0                                                                 | Scozia                                                                | Torneo Interbritannico 1979                                           | -                                                                     |                                                                       |
| 2-6-1979                                                              | Glasgow                                                               | Scozia                                                                | 1 – 3                                                                 | Argentina                                                             | Amichevole                                                            | -                                                                     |                                                                       |
| 21-11-1979                                                            | Bruxelles                                                             | Belgio                                                                | 2 – 0                                                                 | Scozia                                                                | Qual. Euro 1980                                                       | -                                                                     |                                                                       |
| 26-3-1980                                                             | Glasgow                                                               | Scozia                                                                | 4 – 1                                                                 | Portogallo                                                            | Qual. Euro 1980                                                       | -                                                                     |                                                                       |
| 10-9-1980                                                             | Stoccolma                                                             | Svezia                                                                | 0 – 1                                                                 | Scozia                                                                | Qual. Mondiali 1982                                                   | -                                                                     |                                                                       |
| 15-10-1980                                                            | Glasgow                                                               | Scozia                                                                | 0 – 0                                                                 | Portogallo                                                            | Qual. Mondiali 1982                                                   | -                                                                     |                                                                       |
| 28-4-1981                                                             | Glasgow                                                               | Scozia                                                                | 3 – 1                                                                 | Israele                                                               | Qual. Mondiali 1982                                                   | -                                                                     |                                                                       |
| 9-9-1981                                                              | Glasgow                                                               | Scozia                                                                | 2 – 0                                                                 | Svezia                                                                | Qual. Mondiali 1982                                                   | -                                                                     |                                                                       |
| 14-10-1981                                                            | Belfast                                                               | Irlanda del Nord                                                      | 0 – 0                                                                 | Scozia                                                                | Qual. Mondiali 1982                                                   | -                                                                     |                                                                       |
| 18-11-1981                                                            | Lisbona                                                               | Portogallo                                                            | 2 – 1                                                                 | Scozia                                                                | Qual. Mondiali 1982                                                   | -                                                                     |                                                                       |
| 24-2-1982                                                             | Siviglia                                                              | Spagna                                                                | 3 – 0                                                                 | Scozia                                                                | Amichevole                                                            | -                                                                     |                                                                       |
| 28-4-1982                                                             | Belfast                                                               | Irlanda del Nord                                                      | 1 – 1                                                                 | Scozia                                                                | Amichevole                                                            | -                                                                     | 75’                                                                   |
| 24-5-1982                                                             | Glasgow                                                               | Scozia                                                                | 1 – 0                                                                 | Galles                                                                | Amichevole                                                            | -                                                                     |                                                                       |
| 29-5-1982                                                             | Glasgow                                                               | Scozia                                                                | 0 – 1                                                                 | Inghilterra                                                           | Amichevole                                                            | -                                                                     |                                                                       |
| 15-6-1982                                                             | Malaga                                                                | Scozia                                                                | 5 – 2                                                                 | Nuova Zelanda                                                         | Mondiali 1982 - 1º turno                                              | -                                                                     |                                                                       |
| 18-6-1982                                                             | Siviglia                                                              | Brasile                                                               | 4 – 1                                                                 | Scozia                                                                | Mondiali 1982 - 1º turno                                              | -                                                                     |                                                                       |
| 22-6-1982                                                             | Malaga                                                                | Unione Sovietica                                                      | 2 – 2                                                                 | Scozia                                                                | Mondiali 1982 - 1º turno                                              | -                                                                     |                                                                       |
| 13-10-1982                                                            | Aberdeen                                                              | Scozia                                                                | 2 – 0                                                                 | Germania Est                                                          | Qual. Euro 1984                                                       | -                                                                     |                                                                       |
| 17-11-1982                                                            | Berna                                                                 | Svizzera                                                              | 2 – 0                                                                 | Scozia                                                                | Qual. Euro 1984                                                       | -                                                                     |                                                                       |
| 15-12-1982                                                            | Bruxelles                                                             | Belgio                                                                | 3 – 2                                                                 | Scozia                                                                | Qual. Euro 1984                                                       | -                                                                     |                                                                       |
| 30-3-1983                                                             | Glasgow                                                               | Scozia                                                                | 2 – 2                                                                 | Svizzera                                                              | Qual. Euro 1984                                                       | -                                                                     | 89’                                                                   |
| 27-3-1985                                                             | Glasgow                                                               | Scozia                                                                | 0 – 1                                                                 | Galles                                                                | Qual. Mondiali 1986                                                   | -                                                                     | 57’                                                                   |
| 26-3-1986                                                             | Glasgow                                                               | Scozia                                                                | 3 – 0                                                                 | Romania                                                               | Amichevole                                                            | -                                                                     | 60’                                                                   |
| 15-10-1986                                                            | Dublino                                                               | Irlanda                                                               | 0 – 0                                                                 | Scozia                                                                | Qual. Euro 1988                                                       | -                                                                     |                                                                       |
| 12-11-1986                                                            | Glasgow                                                               | Scozia                                                                | 3 – 0                                                                 | Lussemburgo                                                           | Qual. Euro 1988                                                       | -                                                                     | 73’                                                                   |
| 18-2-1987                                                             | Glasgow                                                               | Scozia                                                                | 0 – 1                                                                 | Irlanda                                                               | Qual. Euro 1988                                                       | -                                                                     |                                                                       |
| Totale                                                                |                                                                       | Presenze                                                              | 26                                                                    |                                                                       | Reti                                                                  | 0                                                                     |                                                                       |

## Palmarès

### Competizioni nazionali
- Campionato inglese: 8

Liverpool: 1978-1979, 1979-1980, 1981-1982, 1982-1983, 1983-1984, 1985-1986, 1987-1988, 1989-1990
- Coppa d'Inghilterra: 2

Liverpool: 1985-1986, 1988-1989
- Coppa di Lega inglese: 4

Liverpool: 1980-1981, 1981-1982, 1982-1983, 1983-1984
- Charity Shield: 7

Liverpool: 1977, 1979, 1980, 1982, 1986, 1988, 1989

### Competizioni internazionali
- Coppa dei Campioni: 3

Liverpool: 1977-1978, 1980-1981, 1983-1984
- Supercoppa UEFA: 1

Liverpool: 1977